# Axe (mécanique)
Pour les articles homonymes, voir Axe.

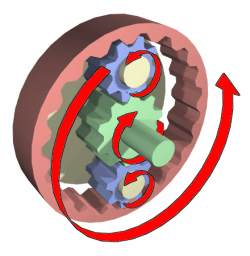
Dans un train épicycloïdal, les satellites (bleu) tournent autour de leurs axes (jaune), solidaires du porte-satellites (gris).

Un axe est une pièce mécanique rectiligne autour de laquelle tourne une ou plusieurs autres pièces. Par exemple, une roue de véhicule tourne autour d'un axe qui est lui-même solidaire du véhicule.
À la différence de l'arbre, l'axe ne transmet pas de couple, d'effort de torsion : il sert uniquement à guider en rotation ou en translation.
Dans les montres mécaniques, les engrenages tournent typiquement sur des axes fixes, montés sur le pont. Les roues dentées, fixées l'une contre l'autre, se communiquent le mouvement sans l'intermédiaire d'un arbre.
Le choix du diamètre d'un axe est très important. Pour un bon guidage, il faut que la longueur soit au moins deux fois plus importante que le diamètre.
En vibration, un solide en rotation avec un balourd aura tendance à déformer l'axe (mécanique) pour être sur son axe (géométrique) de rotation.

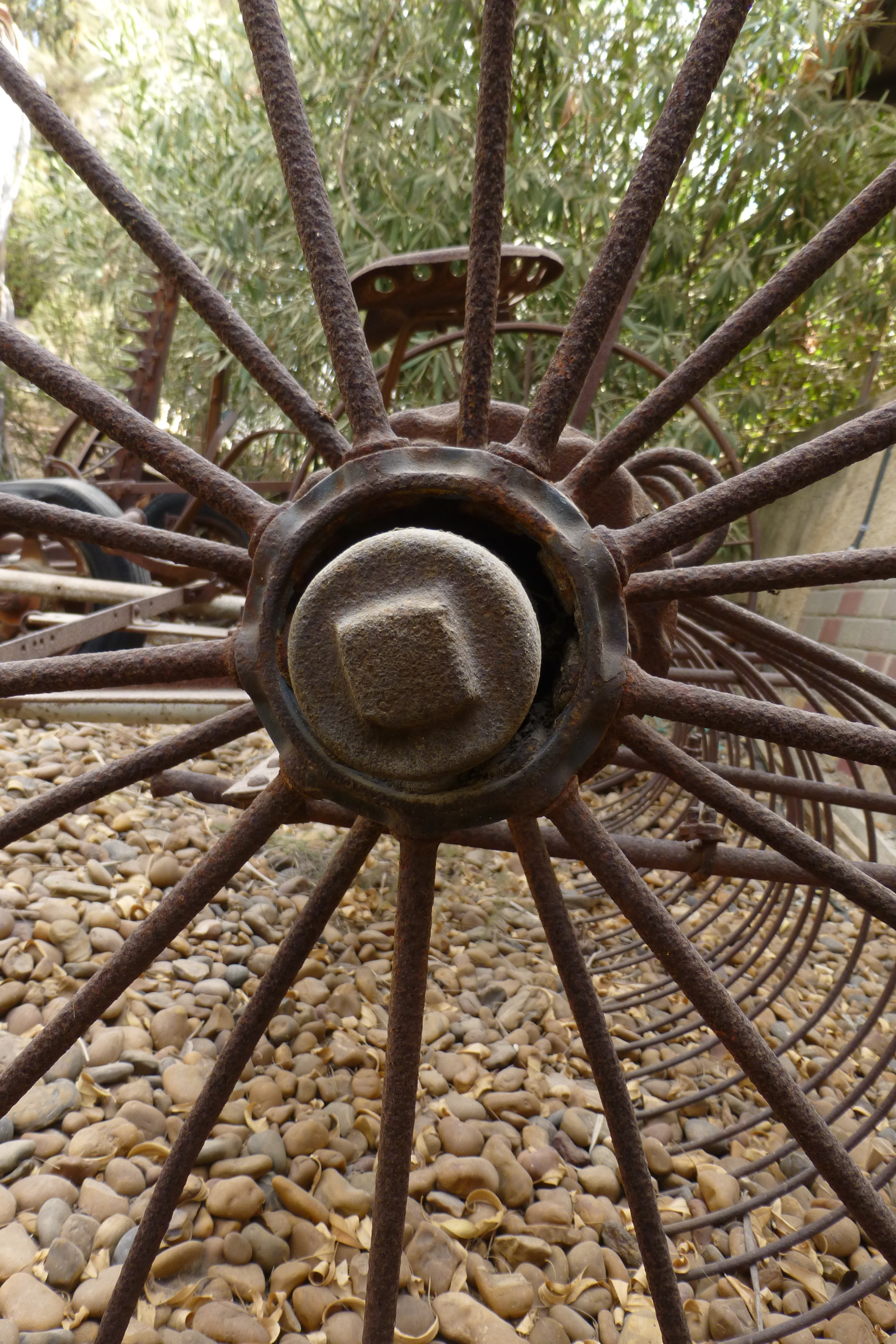
Moyeu et axe d'une roue.
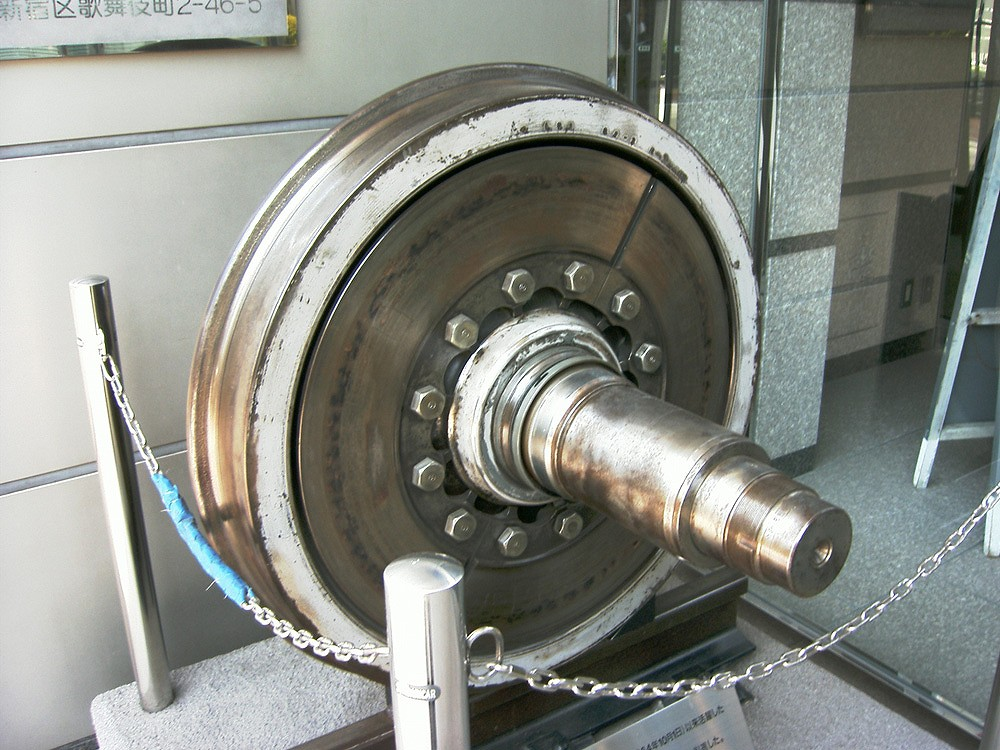
Roue d'un Shinkansen. Il ne s'agit pas d'une conception en essieu, mais en axe s’emboîtant dans une fusée.